# Bartheletiomycetes
Bartheletiomycetes é uma classe monotípica de fungos dimórficos do filo Basidiomycota, cuja única ordem, também um táxon monotípico, é Bartheletiales, contendo apenas a família Bartheletiaceae. Esta família é também monotípica, tendo como único género Bartheletia, do qual apenas se conhece a espécie Bartheletia paradoxa.

## Descrição
A espécie Bartheletia paradoxa é conhecida pela formação de esporodóquios (latim: sporodochium) semelhantes a soros em pecíolos e folhas recém-caídas de Ginkgo biloba. Estas estruturas aparecem no início do outono na Ásia e na Europa e persistem durante o inverno.
Produzem conídios viscosos, hialinos, unicelulares e cilíndricos que desenvolvem teliósporos de paredes espessas e coloração castanho-escura embutidos no tecido foliar. Os conídios ocorrem agrupados em estruturas de aproximadamente 1 mm de diâmetro, semelhantes aos télios das ferrugens, causando manchas pretas nas folhas cercadas por um halo acinzentado. Após um ano de dormência, os basídios de caule longo emergem através de um canal apical em cada teliósporo, tornando-se redondos, septados crucialmente e produzindo uma sucessão de basidiósporos cilíndricos de quatro loci semelhantes a verrugas.
O fungo pode ser isolado em cultura a partir de basidiósporos descarregados ou conídios espalhados em meio de ágar padrão. Como o seu hospedeiro G. biloba, B. paradoxa não tem parentes próximos (vivos) e é considerado um "fóssil vivo".